# ساموئل داربینیان (دولتمرد)
ساموئل وانتسیکی داربینیان (ارمنی: Սամվել Վանցիկի Դարբինյան؛  زادهٔ ۲۰ مهٔ ۱۹۵۹) سیاستمدار اهل ارمنستان است که از تاریخ ۱۹۹۹ تا تاریخ ۲۰۱۶ سمت شهردار وانادزور را برعهده داشت.

## زندگی‌نامه
وی در ۲۰ مهٔ ۱۹۵۹ در کیروواکان به دنیا آمد و از دانشگاه پلی‌تکنیک ارمنستان (۱۹۸۴) فارغ‌التحصیل گشت. همچنین برندهٔ جوایزی همچون نشان آنانیا شیراکاتسی (۲۰۰۸)، مدال یادبود نخست‌وزیر  ارمنستان و جایزه رئیس‌جمهور جمهوری ارمنستان (جایزه پوغوسیان) شده است.

## یادداشت
1. ↑  Վանաձորի քաղաքապետ